# Karin Endsjø
Karin Randi Endsjø (13 aprile 1942) è un'ex slittinista norvegese.
Ha vinto 1 medaglia d'oro, 2 medaglie d'argento e 1 medaglia di bronzo ai Giochi Paralimpici Invernali del 1984. Nel 2009 ha ricevuto il premio Erling Stordahl.

## Carriera
Alle Paralimpiadi invernali del 1980 ha vinto una medaglia d'argento negli 800 metri femminili IV, e due medaglie di bronzo nei 100 metri femminili IV, e nei 500 metri femminili IV.
Alle Paralimpiadi invernali del 1984 ha vinto una medaglia d'oro nei 1000 metri Gr II femminili, e due medaglie d'argento nei 500 metri Gr II femminili, e nei 700 metri Gr II femminili. Ha vinto inoltre una medaglia di bronzo nei 100 metri Gr II femminili.